# Florjan Lipuš
Florjan Lipuš (ur. 4 maja 1937 w Lobniku) – słoweński pisarz i eseista.

## Życiorys
Urodził się 4 maja 1937 roku w Lobniku w austriackiej Karyntii. Jego matka zginęła w Ravensbrück (KL). W 1958 roku ukończył szkołę średnią przy seminarium duchownym w Tanzenbergu (sł. Plešivec). Studiował teologię w Klagenfurcie, po czym ukończył seminarium nauczycielskie. W latach 1960–1998 uczył w dwujęzycznych szkołach w Remšeniku, Lepenej i Šentlipš. W latach 1960–1981 wydawał i redagował magazyn literacki „Mladje”. W 1985 roku został członkiem korespondentem Słoweńskiej Akademii Nauki i Sztuki.
Jest prozaikiem i eseistą. W swojej twórczości opisuje trudy życia słoweńców karynckich wobec napięć etnicznych i nasilających się prób asymilacji. Porusza także temat walki z nazizmem. Jego najważniejszą powieść Zmote dijaka Tjaža (Błędy ucznia Tjaża) przetłumaczył na niemiecki Peter Handke. Po polsku ukazał się fragment tej powieści na łamach magazynu „Opcje”, w tłumaczeniu Andrzeja Michałka i Piotra Tokarza (2004).
W 2004 roku Lipuš został laureatem Nagrody Prešerna, a w 2018 roku przyznano mu austriacką nagrodę państwową Großer Österreichischer Staatspreis.
Mieszka z rodziną w Zell.

## Twórczość
Za źródłem:
- 1972: Zmote dijaka Tjaža
- 1983: Odstranitev moje vasi
- 1991: Srčne pege
- 1995: Stesnitev
- 2003: Boštjanov let
- 2007: Gramoz